# Újpest Football Club
Maillots
Actualités
L'Újpest Football Club est un club de football hongrois basé à Budapest, section du club omnisports Újpesti Torna Egylet. L'actionnaire majoritaire du club est Roderick Duchâtelet, fils de Roland Duchâtelet, ancien président du Standard de Liège.

## Historique
- 1885 : fondation du club sous le nom de Újpest, Újpesti Torna Egylet
- 1926 : le club est renommé Újpest, Újpest Football Club
- 1944 : le club est renommé Újpest, Újpesti Torna Egylet
- 1949 : le club est renommé Bp. Dózsa, Budapesti Dózsa Sport Egyesület
- 1956 : le club est renommé Újpest, Újpesti Torna Egylet
- 1957 : le club est renommé Ú. Dózsa, Újpesti Dózsa Sport Club
- 1959 : 1re participation à une Coupe d'Europe (Coupe des villes de foires, saison 1959/60)
- 1991 : le club est renommé Újpest, Újpesti Torna Egylet
- 1994 : le club est renommé Újpest, Újpesti Torna Egylet - Novabau
- 1995 : le club est renommé Újpest, Újpesti Torna Egylet
- 1998 : le club est renommé Újpest, Újpest Football Club

Lors de ses 14 premières années d'existence, le club était spécialisé dans l'athlétisme et la gymnastique.
La section de foot du club est créée en 1899. Elle débute en IIe division. Elle monte en Ire division pour la saison 1905-1906 et y reste jusqu'en 1911. À la suite d'une saison (1911-1912) en IIe division, l'équipe remonte à nouveau en Ire div. et y est toujours depuis.
Le club a notamment atteint les demi-finales de la coupe d’Europe des clubs champions en 1974. (Défaite contre le Bayern Munich)

## Palmarès
| Compétitions nationales | Compétitions internationales |
| - Championnat de Hongrie (20) - Champion : 1930, 1931, 1933, 1935, 1939, 1945, 1946, 1947, 1960, 1969, 1970, 1971, 1972, 1973, 1974, 1975, 1978, 1979, 1990 et 1998 - Vice-champion : 1921, 1923, 1927, 1932, 1934, 1936, 1938, 1941, 1942, 1961, 1962, 1967, 1968, 1977, 1980, 1987, 1995, 1997, 2004, 2006 et 2009 - Championnat de Hongrie de deuxième division (2) - Champion : 1904 et 1912 - Vice-champion : 1903 - Coupe de Hongrie (11) - Vainqueur : 1969, 1970, 1975, 1982, 1983, 1987, 1992, 2002, 2014, 2018 et 2021 - Finaliste : 1922, 1923, 1925, 1927, 1933, 1998, 2016 - Supercoupe de Hongrie (3) - Vainqueur : 1992, 2002 et 2014 | - Coupe des villes de foires - Finaliste : 1969 - Coupe Mitropa (2) - Vainqueur : 1929 et 1939 - Finaliste : 1967 - Coupe des nations (1) - Vainqueur : 1930 |

## Identité du club

### Changements de nom
- 1885-1926 : Újpesti Torna Egylet (Újpesti TE)
- 1926-1945 : Újpest Football Club (Újpest FC)[Note 1]
- 1945-1950 : Újpesti Torna Egylet (Újpesti TE)
- 1950-1956 : Budapesti Dózsa Sport Egyesület (Bp. Dózsa SE)
- 1956 : Újpesti Torna Egylet[Note 2]
- 1956-1991 : Újpesti Dózsa Sport Club (Ú. Dózsa SC)
- 1991-1998 : Újpesti Torna Egylet (Újpesti TE)
- 1998- : Újpest Football Club (Újpest FC)

### Supporters célèbres
- György Gyula Zagyva (homme politique)[3]
- Zsolt Wintermantel (homme politique)[4]

## Joueurs et personnalités du club

### Entraîneurs
Le tableau suivant présente la liste des présidents du club depuis 1920.
| Rang | Nom               | Période   |
| ---- | ----------------- | --------- |
| 1    | Ferenc Weisz      | 1920-1922 |
| 2    | Ödön Holits       | 1922-1924 |
| 3    | György Hlavay     | 1924-1925 |
| 4    | Ödön Holits       | 1925-1926 |
| 5    | Jesza Poszony     | 1926-1928 |
| 6    | Lajos Bányai      | 1928-1932 |
| 7    | István Tóth Potya | 1932-1934 |
| 8    | Béla Jánossy      | 1934-1937 |
| 9    | László Sternberg  | 1937-1938 |
| 10   | Béla Guttmann     | 1938-1939 |
| 11   | István Mészáros   | 1939-1940 |
| 12   | Géza Takács       | 1940-1943 |
| 13   | Lajos Lutz        | 1943      |
| 14   | Géza Kertész      | 1943-1944 |
| 15   | Géza Takács       | 1945      |
| 16   | Pál Jávor         | 1945-1947 |
| 17   | Béla Guttmann     | 1947      |
| 18   | Jenő Vincze       | 1947-1948 |
| 19   | Károly Sós        | 1948      |
| 20   | István Balogh I   | 1948-1949 |
| 21   | József Ember      | 1949-1950 |
| 22   | Tibor Kemény      | 1949-1950 |
| 23   | Zoltán Opata      | 1950-1951 |

| Rang | Nom              | Période              |
| ---- | ---------------- | -------------------- |
| 1    | Pál Jávor        | 1951-1954            |
| 2    | Gyula Kolozsvári | 1954                 |
| 3    | Márton Bukovi    | 1955-1956            |
| 4    | Sándor Balogh II | 1957-1958            |
| 5    | István Balogh I  | 1958-1959            |
| 6    | Gyula Szűcs      | janv. 1959-déc. 1960 |
| 7    | László Fenyvesi  | 1960-1961            |
| 8    | Géza Kalocsay    | juil. 1961-juin 1962 |
| 9    | Gyula Szűcs      | juil. 1962-déc. 1963 |
| 10   | Ferenc Szusza    | 1963-1965            |
| 11   | Sándor Balogh II | 1965-1966            |
| 12   | Lajos Baróti     | 1967-1971            |
| 13   | Imre Kovács      | 1971-1973            |
| 14   | Gyula Szűcs      | janv. 1973-déc. 1973 |
| 15   | Pál Várhidi      | janv. 1974-juin 1980 |
| 16   | Ferenc Szusza    | 1980-1981            |
| 17   | Miklós Temesvári | 1981-1985            |
| 18   | János Göröcs     | 1985-1988            |
| 19   | István Varga     | 1988-1990            |
| 20   | Ferenc Kovács    | juil. 1990-juin 1992 |
| 21   | Ferenc Bene      | 1992-1993            |
| 22   | József Garami    | juil. 1993-juin 1996 |
| 23   | László Nagy      | 1996-1997            |

| Rang | Nom                     | Période              |
| ---- | ----------------------- | -------------------- |
| 1    | Péter Várhidi           | 1997-1999            |
| 2    | Róbert Glázer           | 1999                 |
| 3    | Péter Várhidi           | 2000                 |
| 4    | István Kisteleki        | 2000-2001            |
| 5    | Róbert Glázer           | déc. 2001-juin 2002  |
| 6    | Ladislav Molnár         | 2002                 |
| 7    | András Szabó            | 2002-2003            |
| 8    | András Sarlós           | 2003                 |
| 9    | György Mezey            | juin 2003-févr. 2004 |
| 10   | Géza Mészöly            | juil. 2004-juin 2006 |
| 11   | Bertalan Bicskei        | 2006                 |
| 12   | Valère Billen           | juil. 2006-déc. 2006 |
| 13   | István Urbányi          | déc. 2006-avr. 2008  |
| 14   | Lázár Szentes           | avr. 2008-mai 2009   |
| 15   | Willie McStay           | juil. 2009-avr. 2010 |
| 16   | Géza Mészöly            | avr. 2010-août 2011  |
| 17   | Zoran Spisljak          | août 2011-avr. 2012  |
| 18   | Marc Lelièvre (intérim) | avr. 2012-juin 2012  |
| 19   | Jos Daerden             | juil. 2012-mars 2013 |
| 20   | Marc Lelièvre (intérim) | mars. 2013-juin 2013 |
| 21   | István Kozma            | juin 2013-oct. 2013  |
| 22   | Nebojša Vignjević       | depuis oct. 2013     |

## Identité visuelle

Ancien logo.
Logo actuel.